# Der längste Kita-Tag
Der längste Kita-Tag (engl. The Longest Daycare) ist ein viereinhalb-minütiger US-amerikanischer 3D-Animationskurzstummfilm und ein Ableger der Zeichentrickserie Die Simpsons aus dem Jahr 2012. Nach dem Animationsfilm Die Simpsons – Der Film ist Der längste Kita-Tag der zweite Simpsons-Film überhaupt und der erste, welcher sich der 3D-Technik bedient. Zudem war der Film der erste von mehreren angekündigten Kurzfilmen mit den Simpsons.
Die Hauptfigur ist Maggie Simpson. Regie führt David Silverman; verliehen wird der Film im Produktionsland von 20th Century Fox.
Der längste Kita-Tag wurde in den Vereinigten Staaten ab dem 13. Juli 2012 als Vorfilm zu Ice Age 4 – Voll verschoben gezeigt. In Deutschland erschienen beide Filme bereits am 3. Juli.

## Handlung
Maggie Simpson wird von Marge in die Kindertagesstätte Ayn Rand School for Tots gebracht – in der Folge Bühne frei für Marge war sie von dort ausgebrochen. Dort wird Maggie gescannt und ihr IQ als durchschnittlich („average intelligence“) eingestuft. Daher wird sie nicht in dem Raum mit den hochbegabten Kindern untergebracht, der hell, farbenfroh und voller Spielzeug ist, sondern in einem kahlen, dunklen Raum. Hier könnte Maggie mit Farben malen, doch beschränkt sich die Auswahl auf verschiedene Grautöne. Neben einem Kind, das die Farben isst, trifft Maggie auch auf ihren Erzfeind Baby Gerald, der ihr Angst macht. Es erschlägt sämtliche Schmetterlinge, die in den Raum fliegen und an denen sich Maggie erfreut.
Maggie findet im Raum eine rosarote Schmetterlingsraupe, die sie vor Baby Gerald schützen will. Der hat es auf Maggie und ihre Entdeckung abgesehen, sodass sie unter anderem vorgibt, die Raupe sei ihre durchgehende Augenbraue. Bald jedoch beginnt die Raupe sich zu verpuppen und hängt sich dafür an eine kleine Pflanze in einem Blumentopf im Raum. Maggie ergreift den Blumentopf und flüchtet durch die Kindertagesstätte. Die anderen Kinder helfen ihr und bald wird während des Rennens aus der Puppe ein blauer Schmetterling. Er fliegt zum Fenster. Plötzlich lässt Baby Gerald das Rollo fallen und zerquetscht den Schmetterling auf dem Fensterbrett. Maggie imitiert einen dramatischen, emotionalen Zusammenbruch und Baby Gerald triumphiert. Maggie wird von Marge abgeholt. Im Auto zeigt sich, dass der Schmetterling überlebt hat – er sitzt anstelle ihrer blauen Schleife in Maggies Haar und fliegt schließlich aus dem Autofenster davon. Baby Gerald findet auf dem Fensterbrett nur Maggies Schleife und ist wütend.

## Produktion
Die Idee, einen animierten Kurzfilm zu den Simpsons zu produzieren, stammt vom ausführenden Produzenten James L. Brooks. Wie Al Jean berichtete, sollte der Kurzfilm sowohl an Produktionen der Pixar Animation Studios, als auch an ältere Zeichentrickfilme erinnern. Regisseur des Films, David Silverman, führte bereits bei Die Simpsons – Der Film diesen Job aus. Die Wahl der Produzenten, Maggie im Film in den Mittelpunkt zu stellen, ist der Tatsache geschuldet, dass es zwar schwierig sei, sie in einer 20-minütigen Episode in die Hauptrolle zu stellen, ein vierminütiger Clip dazu jedoch genau richtig sei.

## Vermarktung
In der 508. Episode von Die Simpsons, Lisa Goes Gaga, gab Fox bekannt, dass Der längste Kita-Tag in 3D erscheinen wird. Für den Kurzfilm wurde kurz vor der Veröffentlichung ein 16-sekündiger Teaser-Trailer, sowie ein offizieller Trailer veröffentlicht. Letzterer bezeichnete sich selbst als „kürzester Trailer des Sommers“.

## Kritik
„Für die Demontage des sozialdarwinistisch anmutenden Gesellschaftsbilds vieler Rand-Anhänger reichen hier kurze Impressionen ganz ohne Dialog – man beachte nur den vielsagenden Kontrast zwischen den Räumen der vermeintlich Hochbegabten und der dunklen Kammer für die verächtlich vernachlässigten anderen Kinder. Diese sozialkritische Dimension geht an den kleinsten ‚Ice Age‘-Zuschauern natürlich vorbei, die lassen sich hier eher von der schwungvollen Musik von Hans Zimmer mitreißen, aber wenn sich am Ende ganz ohne Brimborium das Mitgefühl gegen den rücksichtslosen Egoismus durchsetzt, ist das eine universell verständliche Botschaft. Fazit: Vier Minuten ‚Die Simpsons‘ wie wir sie lieben: respektlos, einfallsreich, lustig und clever.“

Kritik und Einschätzungen zur Nominierung in der Kategorie „Bester animierter Kurzfilm“ bei den Oscars 2013:

„Das Erzähltempo des Films, cartoonmäßig in kleinen, sich bewegenden Bildschirmen eingefangen, wird klassisch umrahmt von der Filmmusik von Hans Zimmer, der bereits für den Kinofilm die Musik beisteuerte und nicht wie eigentlich erwartet Danny Elfman, von dem die weltbekannte Titelmusik der Simpsons stammt. Hans Zimmer steigert sein Arrangement der Handlung entsprechend und setzt zum Ende hin ein Ausrufezeichen, indem er seine Komposition in das dramatische "Ridi, pagliaccio" von Leoncavallo übergehen lässt. Mit dieser instrumentalen Andeutung der weltbekannten Opernarie findet auch der Kurzfilm einen würdigen Ausklang, dem ich jedoch keine großen Oscar-Chancen gegenüber der übermächtigen Konkurrenz bescheinige.“

## Auszeichnungen
Der längste Kita-Tag wurde 2013 für den Oscar (Bester animierter Kurzfilm) sowie für einen Annie Award nominiert.

## Fortsetzung
Im Jahr 2020 folgte mit Spiel mit dem Schicksal ein zweiter Kurzfilm mit Maggie Simpson in der Hauptrolle.